# 6070 Rheinland
6070 Rheinland eller 1991 XO1 är en asteroid i huvudbältet som upptäcktes den 10 december 1991 av den tyske astronomen Freimut Börngen vid Tautenburg-observatoriet. Den är uppkallad efter Rhenlandet i Tyskland.
Den tillhör asteroidgruppen Nysa.